# Xã Center, Quận Marshall, Kansas
Xã Center (tiếng Anh: Center Township) là một xã thuộc quận Marshall, tiểu bang Kansas, Hoa Kỳ. Năm 2010, dân số của xã này là 128 người.